# Élection présidentielle libérienne de 1927

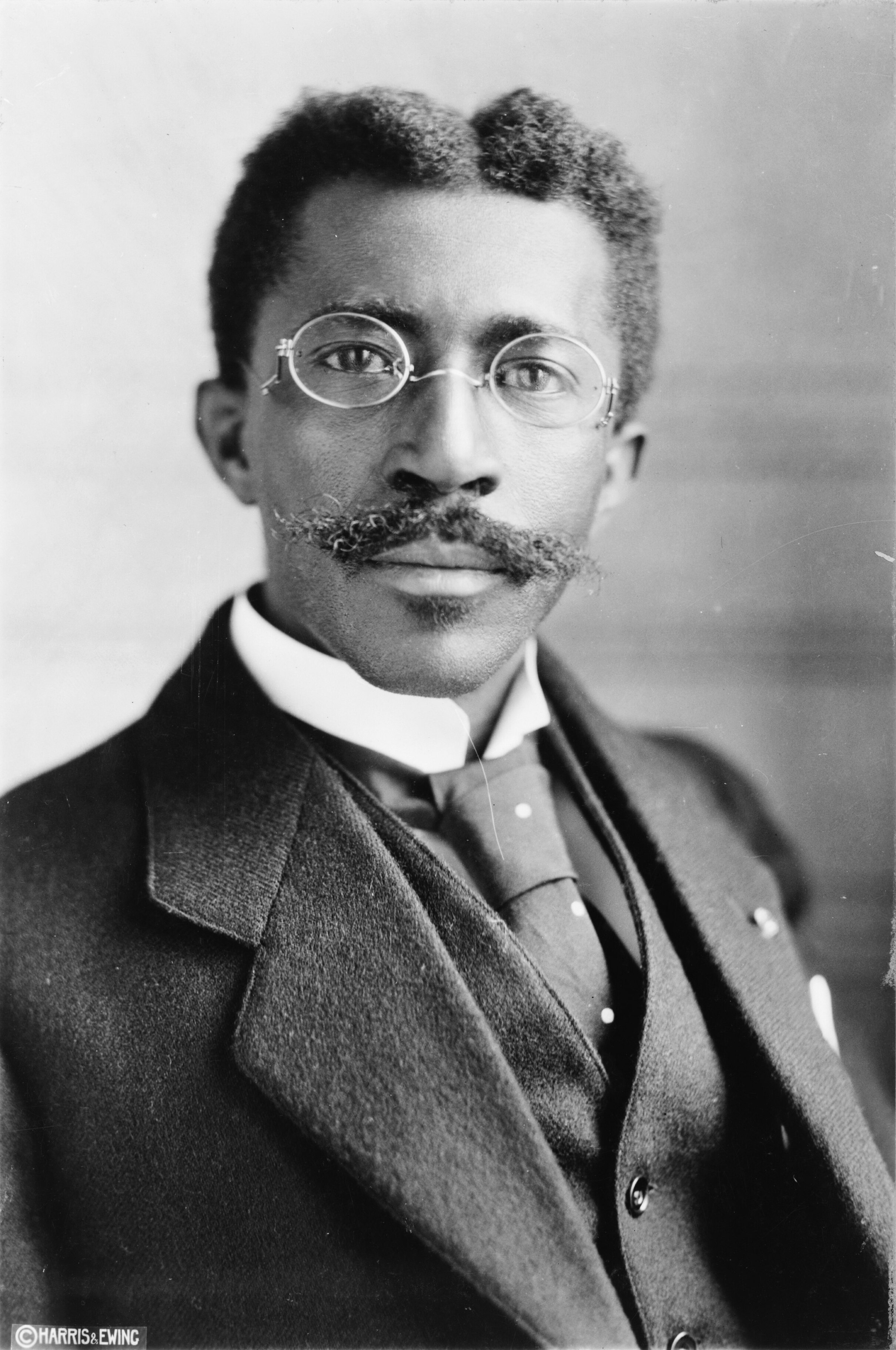
Photo en noir et blanc de Charles D. B. King, tête et épaules, en costume, cheveux courts, portant des lunettes rondes et une moustache.

L'élection présidentielle libérienne de 1927 a lieu au Liberia en 1927 et voit une victoire de Charles D. B. King du parti True Whig, qui est réélu pour un troisième mandat après avoir battu Thomas J. R. Faulkner du Parti populaire,.
Les élections sont désignées comme les « plus truquées de tous les temps » par Francis Johnson-Morris, un chef moderne de la Commission électorale nationale du pays, et ont également été inscrites dans le livre Guinness des records comme l'élection la plus frauduleuse jamais rapportée dans l'histoire,. Bien qu'il y ait moins de 15 000 électeurs inscrits, King a reçu environ 230 000 voix (selon les résultats officiels falsifiés), contre environ 9 000 pour Faulkner, ce qui entraîne théoriquement une participation électorale supérieure à 1 660 %.

## Résultats
| Candidat           | Parti           | Votes   | %     |
| ------------------ | --------------- | ------- | ----- |
| Charles D. B. King | True Whig       | 229 527 | 96,23 |
| Thomas J. Faulkner | Parti populaire | 8 992   | 3,77  |

## Conséquences
Après les élections, Faulkner accuse les membres du gouvernement du parti True Whig d'avoir recours au travail forcé à domicile et de vendre des esclaves à la colonie espagnole de Fernando Po, ainsi que d'impliquer l'armée dans le processus. Malgré les dénégations du gouvernement et le refus de coopérer, la Société des Nations crée la Commission internationale d'enquête sur l'existence de l'esclavage et du travail forcé dans la République du Liberia, sous la présidence du juriste britannique Cuthbert Christy (en), pour déterminer l’étendue du problème. Le président américain Herbert Hoover suspend brièvement les relations diplomatiques avec le pays pour faire pression sur Monrovia. En 1930, le rapport du comité est publié et, bien qu'il ne puisse pas étayer les accusations d'esclavage et de travail forcé, il met en cause des responsables du gouvernement, parmi lesquels King et le vice-président Allen Yancy, qui profitaient du travail forcé, qu'il assimilait à de l'esclavage. Il y a également des suggestions concernant la mise sous tutelle du Liberia. En conséquence, la Chambre des Représentants entame plusieurs procédures de destitution contre King, qui quitte rapidement le pouvoir. Il est remplacé par Edwin Barclay. Faulkner se présente aux élections de 1931 (en), mais perd à nouveau.